# Nankai-Universität

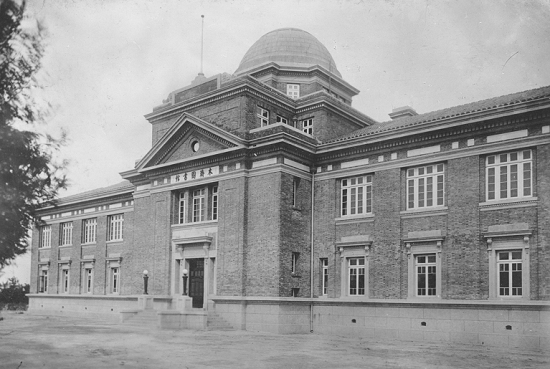
Gebäude in den 1930er Jahren

Die Nankai-Universität (chinesisch 南开大学, Pinyin Nánkāi Dàxué) ist eine staatliche Universität in der Volksrepublik China.
Sie hat ihren Sitz im Stadtbezirk Nankai der Stadt Tianjin, von dem sie auch ihren Namen hat.
Die Nankai-Universität gehört zu den Universitäten des Projekts 211 und hatte 2005 rund 21.000 Studenten und rund 4300 wissenschaftliche Angestellte.
An der Nankai-Universität studieren zu jeder Zeit einige Dutzend ausländische Studenten, vorwiegend aus Japan, USA und diversen europäischen Staaten. Für diese gibt es ein eigenes Wohnheim, Mensa und Kursangebot, sie haben aber auch Zugang zu allgemeinen Studiengängen der Universität.

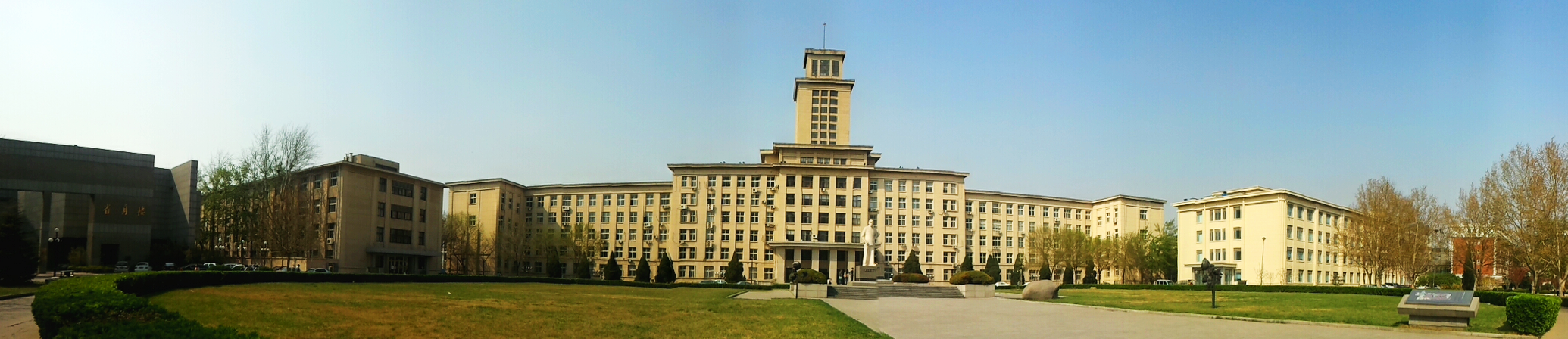
Hauptgebäude

## Absolventen
- Zhou Enlai (1898–1976), Politiker
- Ta-You Wu, Naturwissenschaftler
- Shiing-Shen Chern (1911–2004), Geometer
- Chen Ning Yang (* 1922), Physiker
- Tsung-Dao Lee (1926–2024), Physiker
- Cao Yu (1910–1996), Schriftsteller
- Liu Tungsheng
- Fan Zeng, Künstler
- Mu Dan, Schriftsteller
- Ray Huang, Historiker
- Choi Yong-Kun, nordkoreanischer Politiker
- Kathy Chang Yin, Journalistin